# Porte de Vincennes (metrostation)
Porte de Vincennes is een station van de metro in Parijs langs metrolijn 1 en de tramlijnen 3a en 3b, in het 12e en 20e arrondissement.

## Geschiedenis
Het station is op 19 juli 1900 geopend, bij de opening van lijn 1. In 1934 werd de lijn verder naar het oosten doorgetrokken naar Château de Vincennes.
Op 15 december 2012 werd het station het eindpunt van de tramlijnen 3a en 3b. Het station dient als overstappunt tussen de beide lijnen. Beide lijnen hebben hun eigen kopeindpunt gescheiden door een drukke verkeersweg. Bij de kruising van de Boulevard Davout met Cours de Vincennes zijn verbindingssporen aangelegd die niet voor de reizigersexploitatie wordt gebruikt.

## Ligging

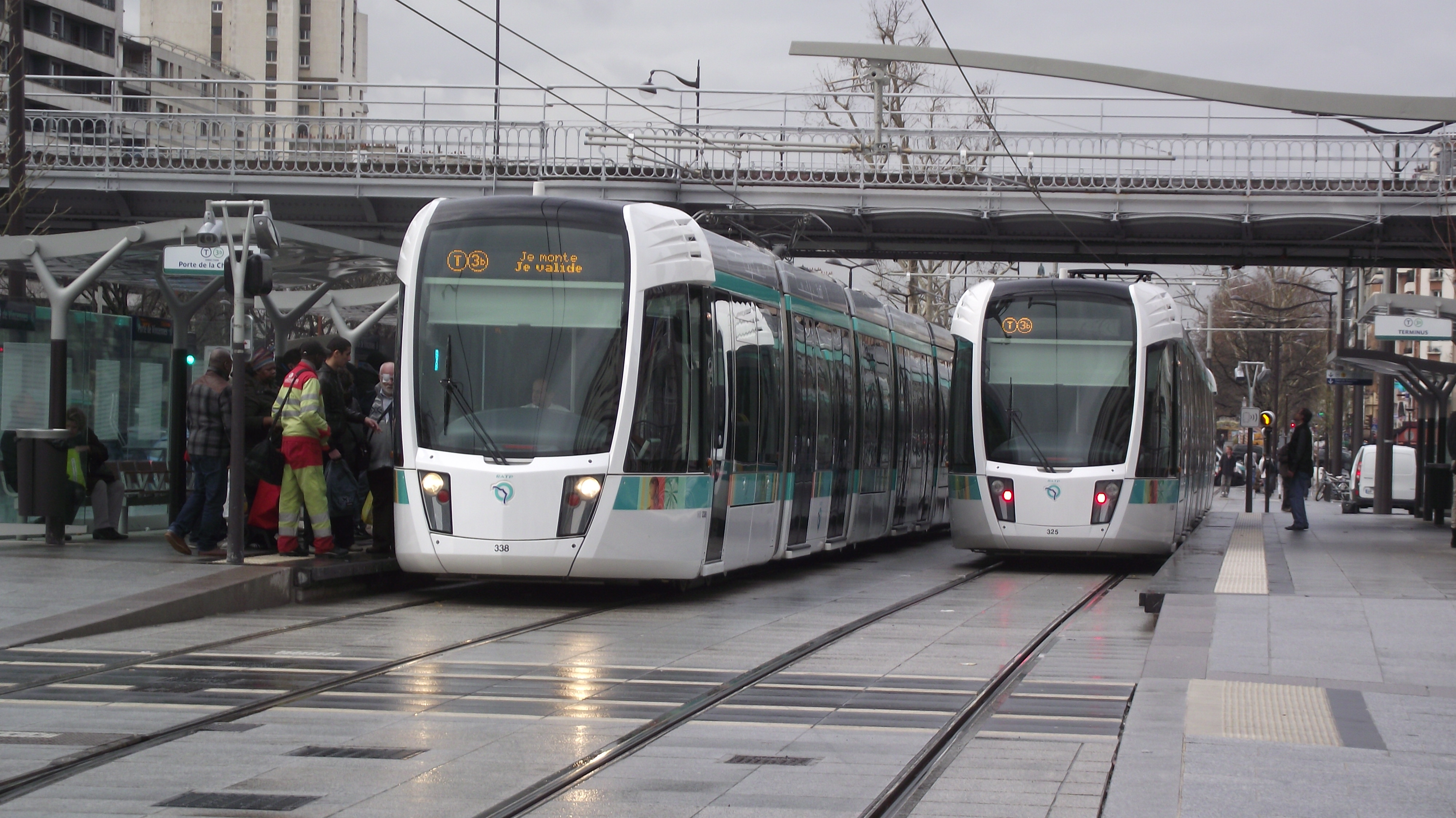
De halte van lijn 3b

### Metrostation
Het metrostation ligt onder de Cours de Vincennes.

### Tramhalte
De tramhaltes liggen op de Cours de Vincennes.

## Aansluitingen
- RATP-busnetwerk: vier lijnen
- Noctilien: twee lijnen

La Défense · 
Esplanade de la Défense · 
Pont de Neuilly · 
Les Sablons · 
Porte Maillot · 
Argentine · 
Charles de Gaulle - Étoile · 
George V · 
Franklin D. Roosevelt · 
Champs Élysées - Clemenceau · 
Concorde · 
Tuileries · 
Palais Royal - Musée du Louvre · 
Louvre - Rivoli · 
Châtelet · 
Hôtel de Ville · 
Saint-Paul · 
Bastille · 
Gare de Lyon · 
Reuilly - Diderot · 
Nation · 
Porte de Vincennes · 
Saint-Mandé · 
Bérault · 
Château de Vincennes